# Белець-Негрешть
Белець-Негрешть, Белеці-Негрешті (рум. Beleți-Negrești) — комуна у повіті Арджеш в Румунії. До складу комуни входять такі села (дані про населення за 2002 рік):
- Белець (681 особа)
- Згріпчешть (597 осіб) — адміністративний центр комуни
- Ленця (304 особи)
- Негрешть (392 особи)

Комуна розташована на відстані 98 км на північний захід від Бухареста, 18 км на північний схід від Пітешть, 121 км на північний схід від Крайови, 90 км на південний захід від Брашова.

## Населення
За даними перепису населення 2002 року у комуні проживали 1974 особи. Усі жителі комуни рідною мовою назвали румунську. За віросповіданням усі жителі комуни — православні.
Національний склад населення комуни:
| Національність | Кількість осіб | Відсоток |
| -------------- | -------------- | -------- |
| румуни         | 1964           | 99,5%    |
| цигани         | 10             | 0,5%     |

## Зовнішні посилання
- Дані про комуну Белець-Негрешть на сайті Ghidul Primăriilor [Архівовано 21 жовтня 2012 у Wayback Machine.]